# عاشقان (عباسي)
عاشقان هي لوحة للفنان الإيراني رضا عباسي رسمها في 1630، اللوحة معروضة حالياً في متحف المتروبوليتان للفنون.